# دان غاردنر
دان غاردنر (بالإنجليزية: Dan Gardner)‏ (5 أبريل 1990 في المملكة المتحدة - ) هو لاعب كرة قدم بريطاني في مركز الوسط. لعب مع نادي بوري ونادي ترانمير روفرز لكرة القدم ونادي تشيسترفيلد ونادي سلتيك ونادي كرو ألكساندرا وإف سي هاليفاكس تاون وFlixton F.C. ‏ وDroylsden F.C. ‏.

## وصلات خارجية
- دان غاردنر على موقع Soccerbase.com (لاعب) (الإنجليزية)
- دان غاردنر على موقع Soccerway.com (الإنجليزية)